# 漩渦主義
漩渦主義是由艾兹拉·庞德命名，並與立體主義和未来主义相關聯的艺术及诗歌流派。溫德姆·路易斯為其代表人物。漩渦主義反对19世纪的多愁善感，试图把艺术与工业革命结合起来。漩渦主義由W.路易斯提出，庞德和爱泼斯坦等人加入。漩渦主義受到立体主义和未来主义的影响。漩涡主义者在1914年7月和1915年7月出过两本文学杂志《BLAST》，登载有艾兹拉·庞德和T·S·艾略特的作品。